# Dissen-Striesow
Dissen-Striesow (in basso sorabo Dešno-Strjažow) è un comune di 984 abitanti del Brandeburgo, in Germania.
Appartiene al circondario della Sprea-Neiße ed è parte della comunità amministrativa di Burg.

## Geografia antropica

### Suddivisioni amministrative
Il territorio comunale comprende 2 centri abitati (Ortsteil):
- Dissen / Dešno
- Striesow / Strjažow

## Società

### Evoluzione demografica
- Sviluppo della popolazione dal 1875 entro gli attuali confini (Linea Blu: Popolazione; Linea puntata: Confronto dello sviluppo della popolazione dello Stato del Brandenburgo; Sfondo grigio: Ai tempi del governo nazista; Sfondo rosso: Al tempo del governo comunista)

| Anno | Abitanti |
| ---- | -------- |
| 1875 | 1 169    |
| 1890 | 1 147    |
| 1910 | 1 038    |
| 1925 | 1 042    |
| 1933 | 1 039    |
| 1939 | 1 013    |
| 1946 | 1 214    |
| 1950 | 1 127    |
| 1964 | 973      |
| 1971 | 946      |

| Anno | Abitanti |
| ---- | -------- |
| 1981 | 919      |
| 1985 | 890      |
| 1989 | 857      |
| 1990 | 849      |
| 1991 | 846      |
| 1992 | 927      |
| 1993 | 866      |
| 1994 | 890      |
| 1995 | 912      |
| 1996 | 946      |

| Anno | Abitanti |
| ---- | -------- |
| 1997 | 1 005    |
| 1998 | 1 036    |
| 1999 | 1 069    |
| 2000 | 1 082    |
| 2001 | 1 090    |
| 2002 | 1 102    |
| 2003 | 1 090    |
| 2004 | 1 091    |
| 2005 | 1 097    |
| 2006 | 1 073    |

| Anno | Abitanti |
| ---- | -------- |
| 2007 | 1 052    |
| 2008 | 1 042    |
| 2009 | 1 039    |
| 2010 | 1 033    |
| 2011 | 1 014    |
| 2012 | 1 023    |
| 2013 | 1 036    |